# Droits de l'homme en Corée du Sud
 (juillet 2017).
Si vous disposez d'ouvrages ou d'articles de référence ou si vous connaissez des sites web de qualité traitant du thème abordé ici, merci de compléter l'article en donnant les références utiles à sa vérifiabilité et en les liant à la section « Notes et références ».
Les droits de l'homme en Corée du Sud sont différents de ceux de Corée du Nord et ont considérablement évolué depuis les jours de la dictature militaire. Ils reflètent l'état en tant que démocratie constitutionnelle. Les citoyens choisissent le Président de la Corée du Sud et les membres de l'Assemblée nationale de la Corée du Sud dans des élections à plusieurs partis libres et équitables.
La constitution sud-coréenne garantit la liberté d'expression discours et de presse, mais la loi de sécurité nationale interdit tout discours en faveur du communisme ou de la Corée du Nord,,

## Histoire
Pendant la majeure partie du XXe siècle, les citoyens sud-coréens ont vécu sous un régime non démocratique contrôlé par les régimes militaires autoritaires successifs de Syngman Rhee, Park Chung-hee, Chun Doo-hwan, et Roh Tae-woo. Les libertés civiles, en particulier les libertés d'expression et d'association, ont été considérablement réduites et les opposants au régime risquaient la torture et l'emprisonnement.
Après le massacre de Gwangju en 1980, le désir public de la démocratie et de libertés civiles plus importantes a été de plus en plus exprimé. Dans les années précédant les Jeux Olympiques de Séoul de 1988, l'augmentation de l'activité pro-démocratique a forcé la tenue d'élections libres en 1992, mettant au pouvoir le militant des droits de l'homme de longue date Kim Young-sam.

## Respect de l’intégrité de la personne

### Cas de torture et de traitement dégradant
La loi sud-coréenne prohibe de telles pratiques et il n’y a eu aucun rapport des autorités ou autres organismes impliquant de tels agissements en 2017. Pourtant, certains rapports réalisés par la police nationale rapportent des agissements crédibles d’abus réalisés par les hautes autorités publiques.
En 2016, aucun cas de bizutage ou de brutalité n’a été rapporté dans le milieu militaire. Cela est assez suspect car le nombre de recrues commettant des suicides ces trois dernières années est en recrudescence. Les officiers prétendent pourtant l’inverse, en déclarant que le taux de suicide est plus bas chaque année et que les cas de suicides sont la cause d’une non-assimilation à la vie militaire. En parallèle, « The Human Rights Center » a déclaré que de telles statistiques étaient compliquées à réaliser car les brutalités sont souvent confondues avec les traitements punitifs.
En octobre 2017, les médias sud-coréens ont exposé le cas d’un général des armées et sa femme, qui utilisaient des recrues militaires afin de réaliser l’entretien de leur propriété, tout en leur infligeant des abus physiques et verbaux. Le général a perdu sa position de commandement et a été incarcéré en septembre 2017.
En mai 2017, un officier miliaire est suspendu de ses fonctions pour homosexualité avec un soldat. Il est poursuivi par les autorités pour « sodomie » et « autres comportements honteux ». Il est emprisonné pour 6 mois et est suspendu de ses fonctions pour 1 an, tout en étant rétrogradé,.

### Interférence dans la vie privée de la personne
La loi prohibe strictement toutes interférences dans la sphère privée de l’individu. L’État peut, sous des conditions strictes prévues législativement, accéder aux ordinateurs, téléphones et données personnels des citoyens, pour une durée maximale de 2 mois à travers des mandats délivrés dans le cas de la sécurité nationale. Pour exemple, dans le cas d’un individu enfreignant « The Security Surveillance Act », les autorités sont autorisées à accéder aux données personnelles de l’individu en question pendant 1 semaine tous les 3 mois.
En parallèle toute diffusion de propagande communiste est une atteinte à la sécurité nationale. Ainsi, il est interdit aux citoyens sud-coréens d’écouter la Radio Nationale nord-coréenne, même chez eux, et il est interdit de lire tout livre provenant de Corée du Nord. Il est pourtant autorisé aux citoyens d’accéder aux données transmises par le satellite nord-coréen, généralement la télévision.

### Des réunions libres
Le président de la Confédération coréenne des syndicats Han Sang-gyun a eu un rôle déterminant dans l’organisation de diverses manifestations ainsi que de plusieurs affrontements opposant les manifestants à la police locale. En effet, ce dernier est l’investigateur de multiples manifestations envers le gouvernement coréen entre 2014 et 2015.
La Cour suprême a pris la décision en mai 2017 de condamner Han Sang-gyun à 3 ans d’emprisonnement, malgré l’opinion du Groupe de travail des Nations unies pour lequel cette inculpation allait à l’encontre de la liberté d’expression et que la détention du président de la Confédération Coréenne des syndicats était purement arbitraire.
En juin 2017, le commissaire général de la police nationale coréenne, Lee Cheol-seong a présenté officiellement ses excuses envers la famille d’un manifestant qui est mort des suites d’une intervention des policiers lors d’une manifestation de laquelle il faisait partie. En effet en 2016, Bam Nam-gi, un agriculteur coréen, a succombé aux blessures subies à cause de l’utilisation d’un canon à eau par la police coréenne lors d’une manifestation contre la politique agricole imposée par le gouvernement coréen. Pour la famille de la victime il était totalement anormal que ces excuses interviennent autant de temps après le drame.
En septembre 2017, la police coréenne a accepté les nouvelles réformes imposées par le Comité de réforme de la police qui a soumis ces mêmes réformes après plusieurs appels d'organisations de la société civile coréenne.
Ces réformes avaient pour but de contraindre les rassemblements quels qu'ils soient à être pacifiques.  De plus ceux-ci devaient être forcément protégés par les forces de l'ordre. Cela crée donc un contraste en matière de maintien de la paix.
Malgré le fait que cette décision constitue un progrès non négligeable, il reste néanmoins des points d'ombre puisque ces mesures prises ne suffisent pas dans certains domaines comme le fait que les rassemblements en extérieur dans des lieux précis ou à des moments précis n'ont pas été autorisés.
De plus ces mesures qui ont été prises n'ont pas été écrites dans la loi coréenne ce qui ne permet donc pas à la Corée du Sud de se conformer au droit international.

### Liberté d'expression
En avril 2017, le tribunal administratif de Séoul a estimé que la décision prise par la Commission coréenne des normes en matière de communication était illégale. En effet cette décision concernait la censure puisqu'un blogue nommé « North Korea Tech » qui concernait le développement des technologies de l'information en Corée du Sud avait été interdit.
D'après la commission ce site ne respectait pas la loi relative à la sécurité nationale.
Le non-respect de cette loi a été plusieurs fois invoqué contre certaines personnes ayant parlé en bien de la Corée du Nord.

### Droits des lesbiennes, des gays et des personnes bisexuelles, transgenres
Il était extrêmement difficile pour les hommes homosexuels de remplir leurs obligations militaires sans subir d’injures, de harcèlement ou de violences. En mai, un soldat gay a été déclaré coupable d’avoir enfreint l’article 92-6 du Code pénal militaire, qui interdit au personnel militaire d’avoir des relations sexuelles consenties avec une personne de même sexe. Plusieurs dizaines d’autres hommes ont été inculpés aux termes du même article.
Le Centre coréen de défense des droits humains des militaires, un groupe militant, a rendu publiques des captures d’écran de conversations sur des applications de rencontre qui, selon lui, découlaient de pressions exercées par l’armée sur certains soldats dans le but d’identifier d’autres hommes présumés gays. D’après ce groupe, jusqu’à 50 soldats soupçonnés d’être homosexuels ont vu leurs téléphones portables confisqués par des enquêteurs militaires, qui les ont obligés à identifier d’autres hommes gays dans leurs listes de contacts et leurs applications de rencontre entre hommes.
En septembre, l’Assemblée nationale a refusé la nomination de Kim Yi-su au poste de président de la Cour constitutionnelle, bien qu’il ait été désigné par le président Moon Jae-in. Cet homme avait été interrogé, lors de son audition publique par l’Assemblée nationale, sur son soutien aux droits des LGBTI, et des groupes religieux avaient fait activement campagne contre sa candidature,,.

### Droits des travailleuses et travailleurs migrants
Les travailleurs migrants risquaient toujours l’exploitation au titre du régime des permis de travail. Ils étaient notamment confrontés à de longues journées de travail sans pause ou presque, à une rémunération faible et versée de manière irrégulière, ainsi qu’à des conditions de travail dangereuses.
En mai, dans la province du Gyeongsang du Nord, deux travailleurs migrants népalais sont morts asphyxiés en nettoyant une fosse septique dans un élevage de porcs. Deux semaines plus tard, deux travailleurs migrants chinois et thaïlandais sont décédés après avoir perdu connaissance alors qu’ils nettoyaient des excréments dans un autre élevage de porcs, dans la province du Gyeonggi.
En août, un travailleur migrant népalais s’est suicidé dans le dortoir d’une usine de la province du Chungcheong du Nord. Il a laissé une lettre dans laquelle il expliquait que son employeur avait refusé de l’autoriser soit à changer de lieu de travail, soit à retourner au Népal pour se faire soigner d’une insomnie sévère,,,.